# Matador, Texas
Matador là một thị trấn thuộc quận Motley, tiểu bang Texas, Hoa Kỳ. Năm 2010, dân số của thị trấn này là 607 người.

## Dân số
- Dân số năm 2000: 740 người.
- Dân số năm 2010: 607 người.